# Mateiros
Mateiros es un municipio brasileño del estado del Tocantins. Se localiza a una latitud 10º32'51" sur y a una longitud 46º25'16" oeste, estando a una altitud de 493 metros. Su población estimada en 2004 era de 26.012 habitantes.
Posee un área de 5913,75 km². Fundado en 1992 por José de Ribamar Costa Hijo. Es el único municipio del Tocantins que hace límite con el Piauí.
En este municipio está localizada a mayor parte de la región ecoturística del Jalapão. En el también se encuentra la Villa Mumbuca donde se produce artesanías. La carretera asfaltada más próxima está localizada en la Villa Coaceral, en Formosa del Río Preto, en la Bahia.